# Idiodonus wickhami
Idiodonus wickhami är en insektsart som beskrevs av Ball 1937. Idiodonus wickhami ingår i släktet Idiodonus och familjen dvärgstritar. Inga underarter finns listade i Catalogue of Life.